# مسجد صخره‌ای چراغیل ۱
مسجد صخره‌ای چراغیل ۱ مربوط به سده‌های میانه و متاخر دوران‌های تاریخی پس از اسلام است و در شهرستان آذرشهر، بخش حومه، دهستان قبله داغی، روستای چراغیل ۱ واقع شده و این اثر در تاریخ ۶ اسفند ۱۳۸۵ با شمارهٔ ثبت ۱۷۵۰۷ به‌عنوان یکی از آثار ملی ایران به ثبت رسیده است.